# Вулиця Симиренка (Київ)
Ву́лиця Симире́нка — вулиця у Святошинському районі міста Києва, житловий масив Південна Борщагівка. Пролягає від вулиць Івана Дзюби і Зодчих до проспекту Академіка Корольова.
Прилучаються вулиці Олександра Махова, Григоровича-Барського, Вахтанга Кікабідзе і проїзд на вулицю Миколи Трублаїні.

## Історія
Вулиця виникла на початку 80-х років XX століття під назвою Нова під час будівництва житлового масиву Південна Борщагівка на місці знесеної старої забудови села Микільська Борщагівка. Сучасна назва на честь українського селекціонера-плодовода Левка Симиренка — з 1981 року.
На вулиці Симиренка знаходиться пам'ятник Воїнам-автомобілістам.

## Установи та заклади

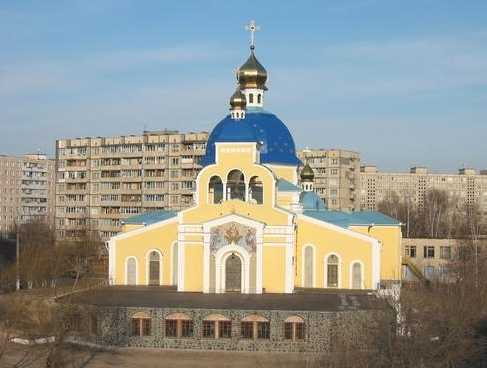
Храм Живоносного Джерела

- Автоцентр Національного авіаційного університету (буд. № 1)
- Дошкільний навчальний заклад № 814 «Віночок» (буд. № 2-А)
- Київська дитяча художня школа № 5 (буд. № 2-В)
- Бібліотека «Джерело» (буд. № 5-А)
- Спеціалізована дитячо-юнацька школа олімпійського резерву № 2 (буд. № 5-Б)
- Дитяча юнацька спортивна школа № 17 (буд. № 5-Б)
- Центральна поліклініка Святошинського району (буд. № 10)
- Храм Живоносного Джерела (Казанської Ікони Божої Матері) ПЦУ (буд. № 12)
- Дирекція по утриманню житлового господарства Святошинського району (буд. № 17)
- Дошкільний навчальний заклад № 819 «Золота рибка» (буд. № 29-А)
- Дитяча поліклініка № 4 Святошинського району (буд. № 38)